# Petter Persson
Petter Persson, född 10 september 1832 i Södra Åby församling, Malmöhus län, försvunnen 11 juni 1895  och dödförklarad 1915, var en svensk lantbrukare och riksdagsman.
Persson var lantbrukare i Stora Isie i Malmöhus län. Han var även politiker och ledamot av riksdagens andra kammare för Vemmenhögs härads valkrets åren 1880–1886. Där var han suppleant i konstitutionsutskottet 1882–1886.
År 1895 försvann Persson från hemorten, vilket rapporterades i Trelleborgs Allehanda den 28 november. Han återfanns aldrig och dödförklarades slutligen den 11 juni 1915 av Vemmenhögs härads tingsrätt.

## Fotnoter
1. 1 2 3 4 5  Tvåkammar-riksdagen 1867–1970, vol. 3, 1985, s. 260, Svenskt porträttarkiv: sj9PGLAlnmUAAAAAABgRsg, läst: 3 februari 2022.[källa från Wikidata]
2. ↑  Södra Åby kyrkoarkiv, Födelse- och dopböcker, SE/LLA/13394/C I/5 (1832-1867), bildid: C0069593_00010, sida 2, födelse- och dopbok, s. 2, Nationell Arkivdatabas Referenskod: I/5 SE/LLA/13394/C I/5, läs onlineläs online, läst: 2 oktober 2023, ”September, Södra Åby... Hemmans ägaren Pehr Jonsson.... ,Petter”.[källa från Wikidata]
3. ↑  Svenska Dagbladet 10 december 1895 sid.3
4. ↑  Petter Persson i Albin Hildebrand, Svenskt porträttgalleri (1904), volym XXV:2. Riksdagens andra kammare 1867–1904
5. ↑  Försvunnen f. d. riksdagsman Arkiverad 12 december 2016 hämtat från the Wayback Machine., Aftonbladet, 28 november 1895
6. ↑  Sveriges Dödbok 1901–2009, DVD-ROM, Version 5.00, Sveriges Släktforskarförbund (2010).